# Screamin' Jay Hawkins

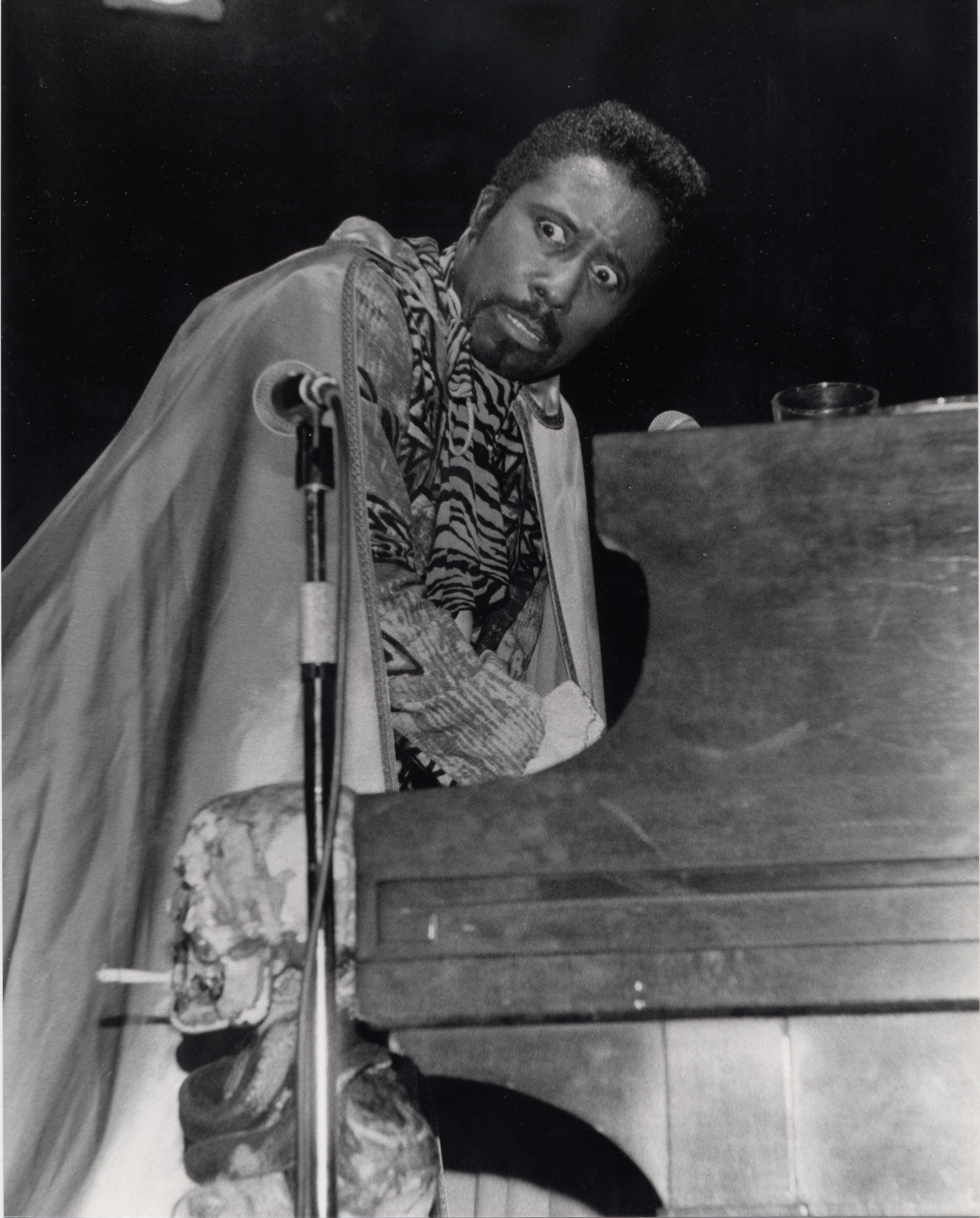
Screamin' Jay Hawkins

Screamin' Jay Hawkins (Cleveland, 18 juli 1929 – Parijs, 12 februari 2000) was een Amerikaans zanger. Door zijn macabere optredens, waarbij rook, bommen, vuur en doodskisten werden gebruikt, geldt hij als shockrocker avant la lettre. I Put a Spell on You (1956) was zijn grootste en bekendste hit.

## Loopbaan
Hawkins werd geboren als Jalacy Hawkins en groeide op in Cleveland in de staat Ohio. Naar het voorbeeld van bas-bariton Paul Robeson wilde hij aanvankelijk operazanger worden. Toen hij besefte dat dat niet voor hem was weggelegd, startte hij een loopbaan als blueszanger en -pianist. In de Tweede Wereldoorlog deed hij als entertainer dienst in het Amerikaanse leger. Na de oorlog was hij enige tijd bokser. Hij was in 1949 kampioen van Alaska in het middengewicht.
In 1951 werkte Hawkins korte tijd samen met jazzgitarist Tiny Grimes. Daarna koos hij voor een sololoopbaan. Hij viel op door een extravagant voorkomen en stond getooid in luipaardhuid en rood leer op het podium. In 1956 scoorde hij een internationale hit met I Put A Spell On You. Tijdens de oorspronkelijke opnamen van het nummer waren Hawkins en zijn band naar verluidt behoorlijk onder invloed. Hij claimde naderhand dat hij zich niets van deze sessie kon herinneren en dat hij het nummer aan de hand van de opname opnieuw moest instuderen.
Hawkins had na I Put A Spell On You nog enkele hits, waaronder Constipation Blues, Orange Colored Sky en Frenzy. Hij bleef echter het meest herinnerd door het eerste nummer en de macabere optredens die hij tot zijn dood gaf. Hij maakte er een gewoonte van om zijn optredens te starten door uit een doodskist te rijzen, een idee gebaseerd op een weddenschap met de bekende Amerikaanse diskjockey Alan Freed. Bij zijn podiumact gebruikte hij voodoo- en doodsrituelen. Zijn 'metgezel' was een rokende schedel op een stok die hij Henry noemde.
In de film American Hot Wax uit 1978, over het leven van Freed, speelde Hawkins zichzelf. Ook was hij te zien in Mystery Train van regisseur Jim Jarmusch, Perdita Durango van Álex de la Iglesia en A Rage In Harlem van Bill Duke. In 1991 bracht hij het album Black Music for White People uit, waarop hij onder andere enkele nummers van Tom Waits coverde. In 1992 verleende hij zijn medewerking aan het album It's Not Unusual van Dread Zeppelin. In de jaren negentig toerde hij met The Clash en Nick Cave and the Bad Seeds.
Hawkins overleed in februari 2000 op 70-jarige leeftijd in een ziekenhuis in Parijs, kort nadat hij was geopereerd aan een aneurysma.

## Privéleven
Hawkins was zes keer getrouwd. Na zijn dood werd duidelijk dat hij gedurende zijn leven ten minste 57 kinderen heeft verwekt. Zelf schatte hij het aantal op 75 en wellicht meer. Het nageslacht had weinig aan erfenis te verwachten, aangezien Hawkins ten tijde van zijn dood vrijwel berooid was. Hawkins' biograaf Maral Nigolian deed pogingen om het nageslacht van de zanger bijeen te brengen en wist enkele tientallen kinderen te achterhalen.
- Bibliothèque nationale de France: cb138950481 (data)
- Gemeinsame Normdatei: 129060976
- International Standard Name Identifier: 0000 0000 3133 1196
- Library of Congress Control Number: n92065915
- Nationale Bibliotheek van Letland: 000345108
- MusicBrainz: 185af318-55c7-405f-8b00-0fa308e56da9
- Nationale Bibliotheek van Tsjechië: xx0153358
- Nationale Bibliotheek van Israël: 987007424482205171
- Nederlandse Thesaurus van Auteursnamen: 074828894
- SNAC: w6c26chg
- Système universitaire de documentation: 082113963
- Virtual International Authority File: 46946622
- WorldCat: E39PBJqVYW9H3BjJ6yHJwjqmh3